# Romuva

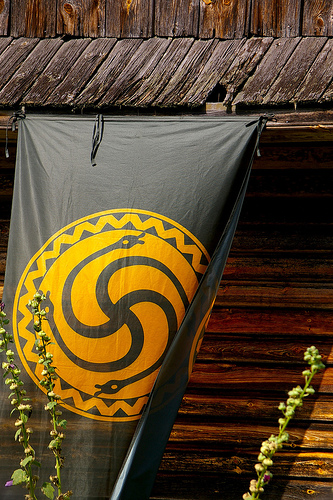
Simbolo della Chiesa di Romuva su una bandiera.

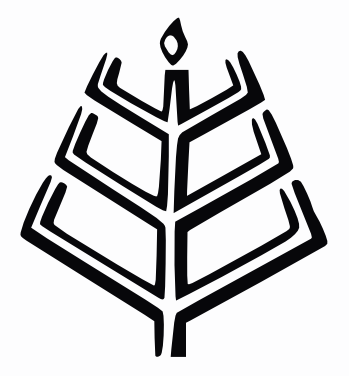
Stilizzazione dell'Albero del Mondo, Austras Koks ("albero del crepuscolo"), usato anche come simbolo Romuva.

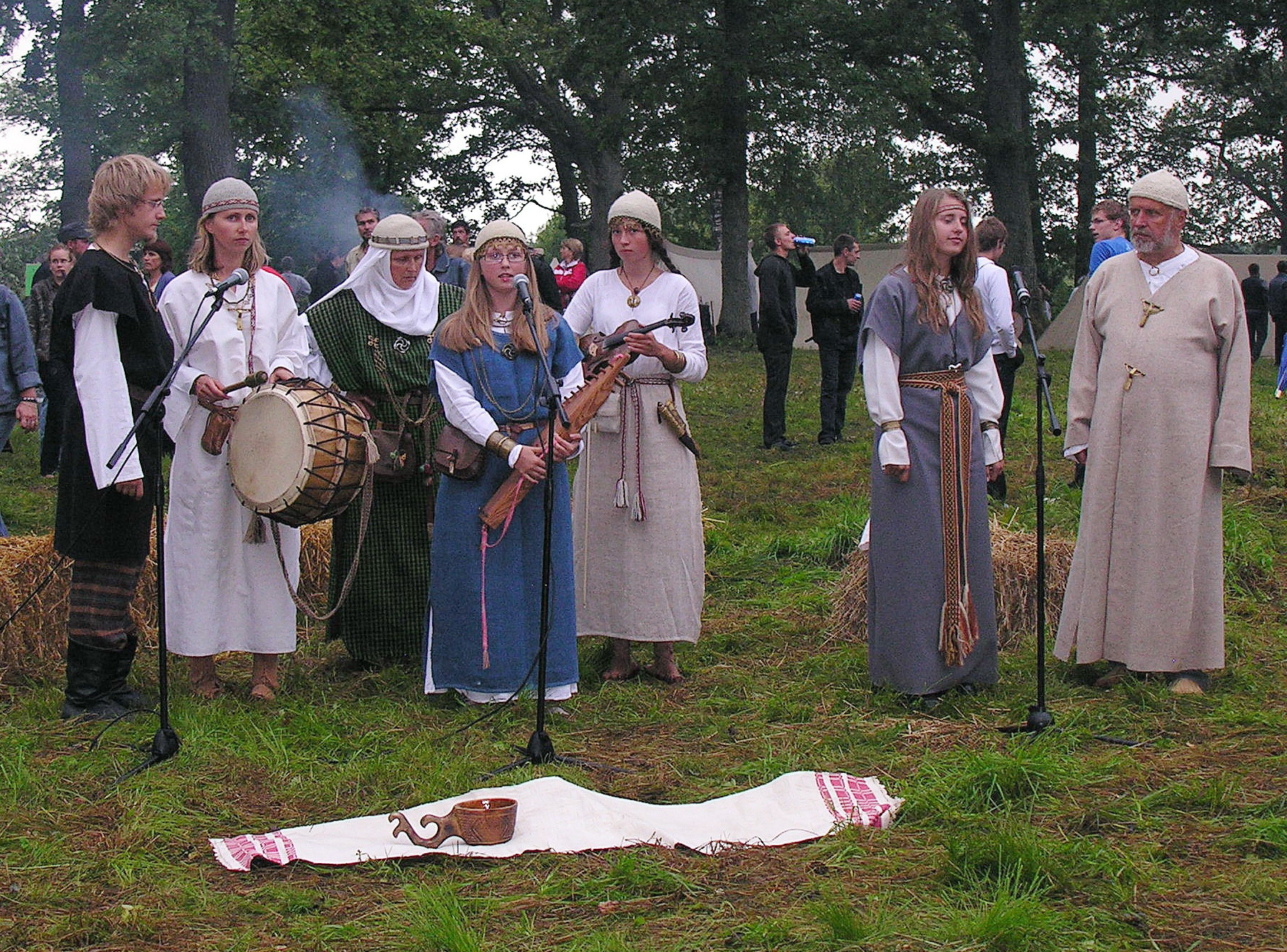
Credenti del culto Romuva in abiti tradizionali lituani.

La Romuva è un movimento religioso neopagano, nato di recente come continuazione contemporanea della tradizionale religione etnica praticata in Lituania prima della cristianizzazione ufficiale del 1387.

## Etimologia
I termini Romuva, Romove e Ruomuva derivano dal vocabolo antico prussiano Romowe, che significa "tempio" o "santuario". La radice del termine ram-/rām-, nelle lingue baltiche significa "calma, serenità, quiete", e deriva dal protoindoeuropeo *(e)remǝ-, "stare in quiete".

## Storia

### Origini
Il nucleo originario delle credenze religiose si sviluppò presso i popoli balti (divisi in samogiti, aukŝtaitiani, selonici, semigalli, curi e pruzzi; questi ultimi, prima insediati tra i fiumi Nemunas e Minija, poi si estesero nella Sambia, dove fondarono un santuario chiamato semplicemente Romuva, ossia il Tempio, da cui la Romuva trae il nome).
Per quanto probabilmente non ci fosse un Pantheon unificato, tali insieme di credenze e miti differivano poco fra loro; considerandoli come un'unica religione, fu quella che perdurò più a lungo in Europa, in quanto Lettonia e Lituania furono tra le ultime nazioni europee a venire cristianizzate.
I Pantheon originali sono di difficile ricostruzione e non si riscontra uniformità nelle fonti scritte pervenute, quasi esclusivamente da missionari e cronisti medievali.

### Medioevo
Nonostante le crociate del Nord iniziate nel 1199, l'insieme di tali credenze ed usanze costituivano la religione di Stato del Granducato di Lituania, finché quest'ultimo si unì Regno di Polonia nel 1386 accettando l'Unione di Krewo.
Anche dopo l'adozione ufficiale del cristianesimo, il popolo lituano continuò a seguire la propria religione tradizionale, in una secolare coesistenza e sovrapposizione, almeno fino al XVII secolo, durante la quale vennero adattati alcuni santi (es. Sant'Elia divenne il Tonante e assunse alcuni attributi di Perkūnas) e accettate alcune festività per favorire l'assimilazione, come il Vėlinės, corrispondente al celtico Samhain, diventato il giorno dei morti, l'Užgavėnės, festa della fine dell'inverno e della primavera, poi diventata la festa di San Giuseppe o il Martedì grasso, e il Rasos, poi diventata Joninės, la festa di San Giovanni Battista.
Durante il XVII secolo i miti erano in gran parte di tipo eroico, spesso riguardanti la fondazione dello stato lituano.

### Ottocento
L'epoca del Romanticismo, iniziata col XIX secolo, portò i lituani a guardare il loro passato con ispirazione sia intellettuale che spirituale. Il folklore e il paganesimo tradizionale furono idealizzati anche in chiave nazionalistica. Uno dei più famosi studiosi a capo di questo movimento fu lo storico Teodor Narbutt che creò anche nuovi miti lituani partendo da quelli greci.
All'inizio del XX secolo, le antiche tradizioni pagane continuavano nel folklore e nei costumi. Durante l'Užgavėnės, festa per celebrare la venuta della primavera, gli abitanti la Samogizia potevano vestire in costume, incluse le maschere, e bruciare un idolo di una vecchia donna effigia dell'inverno, detta Morė o Giltine, dea della morte.
I miti e le storie di tale periodo erano perlopiù rielaborazioni dei precedenti, considerati non necessariamente come veri, ma come esperienze codificate del passato. Si concentravano più sui problemi morali e sulle visioni eroiche piuttosto che sui singoli eroi, i quali molto spesso mancavano pure del nome, venendo indicati tramite perifrasi, kennings o altre forme indirette, come "il duca", "il signore del castello".

### Repressione sovietica
L'Unione Sovietica occupò con la forza la Lituania nel 1940 e la rinominò Repubblica Socialista Sovietica Lituana. A causa della caratterizzazione nazionalista della Romuva, questa fu soppressa durante l'occupazione sovietica e molti praticanti furono giustiziati o deportati nei gulag in Siberia. Si sa che è esistito un gruppo clandestino romuva nel campo di lavoro di Inta, in Russia. Dopo che i membri furono rilasciati e poterono tornare in Lituania intorno al 1960, Jonas Trinkunas (nato nel 1939) formò la Vilnius Ethnological Ramuva e iniziò ad organizzare celebrazioni pubbliche delle festività religiose tradizionali lituane nel 1967. Nel 1971 i sovietici espulsero i membri della Romuva dall'università che frequentavano ed esiliarono i loro dirigenti.
Durante la Guerra Fredda quasi tutta l'attività organizzata della Romuva era localizzata in America Settentrionale. Però, dal 1988 quando il potere dell'Unione Sovietica stava svanendo e l'indipendenza lituana era all'orizzonte, i gruppi della Romuva cominciarono a riorganizzarsi nelle nazioni baltiche e a praticare apertamente la loro religione. Sotto gli auspici della "Legge sulle Associazioni e Comunità Religiose", approvata in Lituania nel 1995, la Romuva ottenne il riconoscimento come religione "non-tradizionale". La legge lituana infatti richiede un minimo di 25 anni di esistenza perché una religione possa ricevere il sostegno statale riservato alle religioni "tradizionali".

## Credenze
La Romuva è una religione pagana politeistica che sostiene la sacralità della natura come anche la venerazione degli antenati. Nella teologia romuvana le essenze spirituali si identificano con i teoremi che organizzano armoniosamente la natura. Gli aderenti ritengono che l'anima di coloro che muoiono continui ad esistere nell'aldilà e stia insieme alla famiglia vivente e ai discendenti. Mentre la Dievturiba sostiene l'unione con il tutto, dopo la morte, i romuvani enfatizzano maggiormente l'idea di una vita in una dimensione di luce.

## Rituali
Lo aukuras baltico o "altare del fuoco" è un altare di pietra sul quale viene ritualmente acceso un fuoco. I partecipanti si lavano le mani e la faccia prima di avvicinarsi all'aukura, e poi cantano le dainas o inni rituali quando il fuoco viene acceso. Cibo, bevande, erbe e fiori sono offerti alla fiamma quando il gruppo canta le dainas. Dopo le prime offerte, i partecipanti offrono il loro contributo verbale o silenzioso che viene portato agli dèi e agli antenati insieme al fumo e alle scintille del fuoco.

## Divinità Romuva
Le divinità principali sono
- Diẽvas - il Cielo, la Conoscenza, il Demiurgo
- Perkūnas - il Tuono, la Pioggia, la Fertilità della terra
- Saulė - il Sole, la Vita
- Menulis - la Luna
- Žemyna - la Terra, figlia del Sole e della Luna
- Láima - Il Fato, associata spesso a Marša e a Dalia
- Gabija - Il Fuoco
- Medeine - la Dama degli Alberi, protettrice dei boschi e dei conigli
- Meiden - protettrice delle foreste e di tutti gli animali
- Milda - dea dell'amore

Inoltre, come divinità dell'oltretomba:
- Velnias - il Male
- Giltinė - la Morte
- Veles e Velona - Custodi dei Defunti

Agenti soprannaturali o di comunicazione col soprannaturale:
- Žaltys - serpenti dell'erba, simbolo di fortuna
- Zalciai - sacri serpenti (sacred serpents)
- Vaidelutės - sacerdotesse

## Diffusione
Ci sono aderenti alla Romuva in tutto il mondo, ma la religione esiste principalmente in Lituania e nelle nazioni dell'ex blocco sovietico. La Romuva ha legami stretti con il sentimento nazionalista lituano e baltico. Per essere accettati dalla comunità religiosa della Romuva non è necessario avere antenati lituani. Praticare la Romuva è considerata da molti aderenti come una forma di orgoglio culturale, insieme alla celebrazione di forme tradizionali d'arte, narrare il patrimonio popolare baltico, praticare le festività tradizionali, suonare musica tradizionale baltica, cantare le tradizionali dainas o inni e canzoni come anche l'attivismo ecologico e la gestione di luoghi sacri.